# Tadeusz Pietrzykowski
Tadeusz Pietrzykowski (prononciation polonaise : [taˈdɛuʂ pjɛtʂɨˈkɔfskʲi]), né le 8 avril 1917 à Varsovie et décédé le 17 avril 1991 à Bielsko-Biała, est un boxeur polonais et soldat des forces armées polonaises. Il est connu pour avoir été le champion de boxe incontesté et invaincu (toutes catégories de poids confondues) des camps de concentration d'Auschwitz-Birkenau et de Neuengamme pendant la Seconde Guerre mondiale, à l'époque sous domination allemande. Il a notamment fait partie du tout premier lot de prisonniers non-allemands déportés à Auschwitz en juin 1940, avant d'être transféré à Neuengamme en 1943, et déporté en catastrophe dans le camp de Bergen-Belsen en mars 1945 (camp dont il ne sortira qu'à l'arrivée des alliés, le 15 avril 1945).
Surnommé Weiss nebel  (« la brume blanche ») par ses contremaitres Nazis, et « Le no 77, celui qui frappait les allemands comme il le voulait » par les autres prisonniers, Tadeusz Pietrzykowski fut une figure exceptionnelle dans les camps où il fut emprisonné, s'attirant à la fois l'admiration de nombreux SS et l'adulation des prisonniers. L'histoire de la vie de Pietrzykowski a fait l'objet de plusieurs livres et films,,,,.

## Enfance
Tadeusz Dionizy Pietrzykowski est né le 8 avril 1917 à Varsovie, cinquième d'une famille de sept enfants. Son père, Tadeusz Senior, était ingénieur ferroviaire, et sa mère, Sylwina (née Bieńkowska), était enseignante, elle-même issue d'une famille bourgeoise; tous deux étaient membres de l'intelligentsia polonaise.
Le jeune Tadeusz était un excellent élève, ayant goût pour la lecture et présentant un grand talent artistique. À 9 ans, enchanté après avoir vu le film Ben Hur au cinéma avec son père, il dessina un cavalier élancé au galop, et rendit ce dessin en tant que devoir à son enseignant d'arts plastique dans le cadre d'une activité scolaire. Ne voulant pas croire qu'un enfant si jeune puisse si bien dessiner un cheval en mouvement, l'enseignant le convoqua avec son père pour tentative de tricherie, et lui demanda d'effectuer le dessin en face de lui pour prouver son innocence; Tadeusz s'exécuta, et répliqua son œuvre. Impressionné, l'enseignant s'excusa, le serra dans ses bras, et lui prédit une carrière « digne des cosaques ».
Le père du futur boxeur meurt en 1927, emporté par une inflammation des poumons causée par la tuberculose, plongeant la famille dans la précarité - plus tard, pour gagner un peu d'argent, Tadeusz effectuera d'ailleurs régulièrement des dessins pour les élèves de l'école des beaux-arts de Varsovie, ainsi que pour des étudiants en architecture de la capitale. La mère de Tadeusz touche une petite rente suivant la mort de son mari, grâce à laquelle la famille subsiste. La femme ne se remariera jamais, et consacrera son temps à inculquer une éducation chrétienne et conservatrice à ses enfants, revendiquant une hiérarchie de valeurs commençant par Dieu, suivi par l'honneur et la patrie. Elle leur apprit l'égalité entre les Hommes (« indépendamment de leur origine, de leur confession, de leur classe sociale ou de leur niveau éducationnel ») ainsi qu'à traiter leur prochain avec dignité et respect.

## Adolescence et début de la guerre
La carrière sportive de Tadeusz commence à l'adolescence; passionné de sport, il souhaite se lancer dans une carrière de footballeur, et à cet effet il rejoint, initialement, le club sportif varsovien WKS Warszawianka. S'essayant à plusieurs sports en parallèle, il développe une véritable passion pour la boxe, qu'il découvre par hasard à l'âge de 16 ans en s'inscrivant à un cours pour débutants dans un autre célèbre club sportif de Varsovie, Legia Warszawa. Bientôt, cette activité devient une obsession quotidienne; Tadeusz délaissera tous les autres sports et s'y consacrera intégralement, au point de faire s'effondrer ses résultats scolaires, au grand dam de sa mère. Celle-ci s'oppose bientôt à la pratique sportive de son fils, et ne fait marche arrière que lorsque les autorités sportives du club (qui décèlent en lui un grand talent) lui assurent qu'elles veilleront à ce qu'il obtienne son baccalauréat. Pour éviter un arrêt prématuré de ses études, le club s'occupe de transférer Tadeusz dans le collège-lycée de Wladyslaw Giżycki, établissement connu pour son accent sur l'activité sportive - mais Tadeusz en sera malgré tout finalement exclu par manque de travail scolaire. N'abandonnant pas la partie, il continuera cependant d'étudier de lui-même, et finit par réussir l'épreuve en 1939 en tant que candidat externe.
Dans le club de Legia, son grand potentiel est directement repéré par l'entraîneur Feliks Stamm, l'homme considéré comme étant le « père de la boxe polonaise », ayant lui-même formé plusieurs champions olympiques. Feliks Stamm le prendra sous son aile, et un an seulement après avoir rejoint l'établissement Tadeusz mène son premier combat professionnel. Étant à l'époque toujours scolarisé, il ne peut cependant pas officiellement participer à un tournoi en vertu de la loi polonaise, et combat donc sous un pseudonyme qu'il a lui-même choisi: « Teddy ». Durant les années qui suivent, il multiplie ses combats sur le ring (une cinquantaine au total) et fait l'objet de nombreux articles élogieux dans la presse sportive polonaise de l'entre-deux-guerres. En 1936-1937, il est au sommet de sa carrière sportive: en 1937, Pietrzykowski il devient vice champion de Pologne et champion de Varsovie dans la catégorie des poids coqs. Le magazine sportif polonais Przegląd Sportowy le déclare en 1938 comme « le meilleur boxeur poids coqs de Varsovie »,.
À la suite de l'invasion allemande de la Pologne en septembre 1939, Pietrzykowski prend part au siège de Varsovie en se portant volontaire dans un régiment d'artillerie légère,. Il défend le quartier de Ochota, où il a grandi, jusqu'à la capitulation de Varsovie, le 28 septembre 1939. Il rejoint par la suite des mouvements de résistance, et, en la présence d'un prêtre et de plusieurs officiers Polonais, il prête serment le 1er octobre 1939 de son intention de « combattre jusqu'au bout, jusque la défaite des allemands ». Au début de l'année 1940 il essaye de se rendre en France, où l'armée polonaise était en train d'être réformée, pour rejoindre les troupes en exil de son pays, mais il est arrêté sur le trajet en Hongrie et est déporté vers la Pologne, où il est interrogé et torturé par la Gestapo dans la prison de Tarnów.
Le 14 juin 1940, il en sera transféré avec 726 autres prisonniers dans le tout premier convoi à destination du camp de concentration d'Auschwitz, sur les milliers qui eurent lieu au cours de la guerre (seuls 30 criminels allemands y avaient été précédemment envoyés, pour former le corpus initial de kapos qui allaient surveiller les autres condamnés). Tadeusz y fut attribué le numéro de prisonnier de camp 77, sur les 202 499 numéros qui furent chronologiquement distribués aux hommes prisonniers à Auschwitz durant la seconde guerre mondiale.

## Vie dans les camps
En mars 1941, Pietrzykowski rejoint le mouvement de résistance secret d'Auschwitz, l'organisation Związek Organizacji Wojskowej, et travaille directement sous les ordres de Witold Pilecki. Quelques mois plus tard, il participe à une tentative d'assassinat contre un officier allemand de haut rang, le commandant d'Auschwitz lui-même, Rudolf Höss, en aidant à saboter la selle de son cheval (la tentative d'assassinat échoue, bien que Höss se soit cassé une jambe en tombant de la selle). L'incident est classé comme un accident par les Allemands, et les prisonniers ne sont pas punis. Plus tard, avec d'autres prisonniers, Pietrzykowski tue le berger allemand personnel de Höss, un chien qui avait été dressé pour attaquer des prisonniers juifs. Le chien est cuit et mangé par les prisonniers. Pietrzykowski a également été impliqué dans d'autres activités de résistance, telles que la transmission d'informations et le sabotage d'activités.
Il participe à son premier combat de boxe non officiel dans le camp de concentration en mars 1941, motivé par la promesse de rations alimentaires supplémentaires. Le combat l'oppose alors à Walter Dünning, un kapo allemand et vice-champion allemand des poids moyens. Le match est arbitré par Bruno Brodniewicz. Le combat n'a pas permis de déclarer de vainqueur de manière nette, mais Pietrzykowski est considéré par beaucoup comme le vainqueur, car son adversaire était mieux nourri, plus reposé et avait un avantage de poids (40 contre 70 kg). Sa performance dans le combat lui a valu l'approbation du personnel du camp. Cela marque le début de la carrière de Pietrzykowski en tant que boxeur au sein du camp,. Bien que les combats de boxe aient été conçus à l'origine comme un amusement pour le personnel du camp, ils sont devenus populaires auprès des prisonniers. Les victoires de Pietrzykowski sur ses adversaires allemands ont en effet remonté le moral des détenus.
Pietrzykowski a affronté un certain nombre de personnes à Auschwitz, dont d'autres boxeurs polonais emprisonnés tels que Michał Janowczyk. Il est parfois arrivé que ses adversaires soient des prisonniers volontaires qui souhaitaient s'opposer à lui. Pietrzykowski a essayé d'adapter son style en fonction de ses adversaires, en évitant de les blesser (sauf lorsqu'il s'agissait de kapos allemands) et en prolongeant les combats pour le plaisir des spectateurs. Il essaya d'aider comme il pouvait les boxeurs juifs qu'il combattait. Il lui est arrivé de faire exprès de conclure des combats sur une égalité, trouvant ainsi un compromis pour maintenir sa série de victoires tout en évitant d'attirer la colère des gardes contre son adversaire juif. Il a plusieurs fois combattu des adversaires allemands dans des oppositions considérées comme particulièrement vicieuses. Il a remporté des victoires contre des boxeurs professionnels allemands tels que Wilhelm Maier et Harry Stein. Tous ses combats n'étaient pas programmés à l'avance. Il a par exemple, en mai 1941, avec la permission d'un gardien, défié un prisonnier qui en battait un autre. Il n'apprit que plus tard qu'il avait sauvé la vie d'un prêtre qui deviendra plus tard saint Maximilien Kolbe.
En raison de son style, basé sur les esquives, les Allemands le surnommèrent Pietrzykowski le Weiss Nebel (c'est-à-dire le brouillard blanc). Les combats de boxe visant à amuser le personnel allemand avaient lieu la plupart du temps les dimanches. À Auschwitz, Pietrzykowski a combattu entre quarante et soixante fois et a connu une longue série de victoires, ne perdant qu'un seul combat à l'été 1942. Il perdit contre un juif néerlandais, Leu Sanders, qui était aussi boxeur professionnel et le champion des poids moyens. Pietrzykowski remporta le combat revanche,. Les récompenses de ses victoires étaient avant tout des privilèges qui lui permettaient de choisir son travail et d'obtenir de la nourriture supplémentaire, qu'il partageait souvent avec d'autres prisonniers. Il reçut une proposition pour signer la Volksliste, qui lui aurait permis de quitter le camp en déclarant son allégeance à l'Allemagne, mais il refusa. Il fut également soumis à une expérience médicale lors de laquelle il a été intentionnellement infecté par le typhus par le personnel médical du camp. Il y survécut.
Certaines des victoires de Pietrzykowski sur ses opposants allemands ont conduit à des velléités de vengeance parmi les soldats nazis. Celles-ci n'ont jamais donné lieu à des actes : en mars 1943, un responsable allemand du nouveau camp de concentration de Neuengamme, Hans Lütkemeyer, alors en visite à Auschwitz, reconnaît Pietrzykowski, qu'il avait rencontré lors d'un match en 1938. Lütkemeyer propose à Pietrzykowski d'être transféré dans le camp de Neuengamme, ce qu'il accepte. Le transfert a lieu le 14 mars 1943,.
À Neuengamme, il continue la boxe, battant des adversaires multiples, allant des kapos allemands jusqu'à un boxeur professionnel italien. Tout comme à Auschwitz, ses combats étaient populaires parmi les gardiens, mais également parmi les prisonniers, dont un certain nombre mentionnaient dans leurs journaux intimes qu'ils étaient un moment culturel et sportif important de leur vie dans les camps. À Neuengamme, Pietrzykowski est considéré comme invaincu. L'un de ses adversaires les plus notables a été le boxeur poids lourd germano-américain, Schally Hottenbach, surnommé Hammerschlag (« coup de marteau »), que Pietrzykowski a vaincu en août 1943. Sa série de victoires a de nouveau irrité certains Allemands, et une fois de plus, des rumeurs ont commencé à se répandre selon lesquelles certains membres du personnel allemand avaient l'intention de l'assassiner. Cependant, Pietrzykowski a pu organiser lui-même un transfert vers un autre camp à Salzgitter (Camp de Salzgitter-Watenstedt-Leinde). Il y tombe malade, mais finit par se rétablir. Au total, il a disputé au moins vingt combats à Neuengamme. Son dernier adversaire était le soldat russe Kostia Konstantinow.
En mars 1945, à l' approche du front de l'Est, Pietrzykowski est transféré dans le camp de concentration de Bergen-Belsen. Il y reste jusqu'à la libération du camp un mois plus tard, le 15 avril 1945.

## Après la guerre
Après sa libération, Pietrzykowski rejoint la 1re division blindée polonaise où il organise des activités sportives pour les soldats,. Il s'entraîne également avec d'autres soldats, remportant un championnat dans la catégorie de boxe des poids légers en 1946. En 1947, il retourne en Pologne, où il témoigne au procès de Rudolf Höss. Il essaye de relancer sa carrière sportive, mais il rencontre des difficultés en raison du développement de maladies. Son palmarès officiel de ses combats d'après-guerre est de 15 victoires et de deux matchs nuls.
Pietrzykowski s'est marié trois fois,. En 1959, il termine ses études à l' Université d'éducation physique de Varsovie. Dans les années 1960, il s'installe à Bielsko-Biała, où il devient professeur de sport et d'éducation physique, ainsi qu'instructeur de boxe,,. Il décède le 17 août 1991.

## Dans la culture populaire
Sa vie fait l'objet de deux biographies approfondies,. Certaines parties de la vie de Pietrzykowski, en particulier son combat contre Schally Hottenbach, ont servi de base à un film de 1962 du réalisateur slovaque Peter Solan (Boxer a smrť - Le Boxeur et la Mort (en)). Le scénario est écrit par l'écrivain polonais Józef Hen qui rédigera plus tard un livre sur cette base (Bokser i śmierć, 1975),,. L'histoire de Pietrzykowski a également été présentée dans le film Ring Wolny (2018) qui retrace la vie de célèbres boxeurs polonais,. Un autre film sur sa vie, Le Maître (2020) réalisé par Maciej Barczewski, avec Piotr Głowacki comme acteur principal, retrace la vie que Pietrzykowski a menée dans le camp d'Auschitz.
En avril 2020, le conseil municipal de Bielsko-Biała a annoncé une commémoration en la mémoire de Pietrzykowski. Jusqu'en 2008, une rue portait son nom à Bielsko-Biała.
En mai 2020, une exposition de peintures de Pietrzykowski intitulée Tadeusz Pietrzykowski – Un guerrier avec l'âme d'un artiste, a été inaugurée au Musée de la Seconde Guerre mondiale à Gdańsk.
Son histoire est également retracée dans le livre historique de 2020 d'Andrzej Fedorowicz Gladiatorzy obozów śmierci (Les gladiateurs des camps de la mort).
En 2021, un rappeur polonais basé à Łódź Basti a sorti un album intitulé Osobisty Zbiór Wartości (Ensemble de valeurs personnels en français) avec une chanson « Teddy » consacrée à Pietrzykowski.

## Voir également
- Triumph of the Spirit, un film dramatique biographique de 1989 inspiré d'événements réels. Il détaille comment le boxeur judéo-grec Salamo Arouch a été contraint de combattre à mort d'autres internés pour le divertissement des gardes SS à Auschwitz.
- Antoni Czortek, un boxeur polonais qui s'est battu pour sa vie à Auschwitz. Il s'est notamment opposé à un SS allemand deux fois plus lourd que lui, qui voulait battre Czortek puis le tuer. Czortek a gagné en mettant KO son adversaire avec son premier coup de poing, laissant l'Allemand au sol.